# جون ريجبي
جون ريجبي (بالإنجليزية: Jon Rigby)‏ هو لاعب كرة قدم بريطاني في مركز الهجوم، ولد في 31 يناير 1965 في بوري سانت ادموندز في المملكة المتحدة. لعب مع كامبريدج يونايتد ونادي ألدرشوت ونورويتش سيتي.